# シャルロット・ド・リュジニャン
シャルロット・ド・リュジニャン（Charlotte de Lusignan, 1444年6月28日 - 1487年7月16日）は、キプロス女王、名目上のエルサレム女王、キリキア・アルメニア女王（在位：1458年 - 1464年）。

## 生涯
キプロス王ジャン2世とその2番目の妻エレニ・パレオロギナの間の長女として生まれた。妹のクレオーファが幼くして死んだため、両親、そしてキプロス王家にとって唯一の正嫡の相続人であった。ただし、父は母との再婚以前に、愛妾マリエット・ド・パトラとの間にジャックという庶出の息子をもうけており、彼はニコシア大司教に任じられていた。妾腹の兄ジャックは後にシャルロットの王位を脅かす存在になる。
母エレニは東ローマ皇帝マヌエル2世の次男モレアス専制公テオドロス2世の娘であり、シャルロットをギリシャ的な伝統の中で育て、ギリシャ語を話させた。シャルロットはフランス語、イタリア語、そしておそらくラテン語も読み書きが出来たが、生涯ギリシャ語で話した。教皇ピウス2世はシャルロットがギリシャ語で話す特徴を捉え、彼女を「おしゃべりなギリシャ女」と呼んでいる。
1456年、王位継承者と正式に認められてアンティオキア女公の称号を受けた。同年、ブルゴーニュ公フィリップ3世（善良公）に庇護されていたポルトガルの亡命王族ジョアン・デ・コインブラと結婚したが、ジョアンは翌1457年に急死した。シャルロットの母エレニがこの娘婿を気に入らず、毒殺したと言われている。1458年に両親が相次いで亡くなり、シャルロットは同年10月7日にニコシアの聖ソフィア大聖堂において戴冠式を行い、キプロス王位を継承した。女王はまだ14歳であった。
シャルロットの治世は最初から困難な状況に置かれた。後ろ楯が無く幼い女性統治者の王位の正統性は、王位を狙う庶兄のニコシア大司教ジャックからの挑戦を受けた。1459年10月4日、シャルロットは従兄にあたるジュネーヴ伯ルイ・ド・サヴォワと再婚した。この縁組は、大司教派と争うシャルロット女王派への支持を約束したジェノヴァ共和国がお膳立てしたものだった。
1460年、エジプト・マムルーク朝のスルタン・アシュラフ・イーナールの支援を受けた大司教ジャックの軍勢は、ファマグスタおよびニコシアの制圧に成功した。シャルロットは夫ルイとともに続く3年間、キレニア城での籠城を余儀なくされた。女王夫妻は1463年に城を出てローマに亡命し、大司教がジャック2世として王位に就いた。
シャルロットはローマのコンヴェルテンディ宮殿（Palazzo dei Convertendi）を住居として提供された。彼女と面会した教皇ピウス2世は、キプロス女王を次のように描写している。「年齢は24歳くらい、中背の婦人である。肌は色黒と色白の中間くらい。なめらかな話しぶりで、ギリシャ風の習慣からか、しゃべり過ぎである。フランス風の衣装を身に付けている。さすがに王家の血筋を感じさせる物腰である。」
シャルロットはその後、一時はギリシャ人の住むロドス島に移住して小規模な宮廷を主宰した。教皇の援助でキプロス王位奪還のための軍事行動もおこしたが、失敗に終わった。さらにジャック2世の未亡人カタリーナ・コルナーロからキプロス王位を奪うための陰謀もめぐらせたが、こちらも失敗している。1483年11月には教皇シクストゥス4世の招きでバチカン宮殿の賓客となり、教皇と同格の客人としての待遇を受ける栄誉にあずかった。
シャルロットと2番目の夫ルイとの間には1464年6月にユーグという名の王子が生まれたが、誕生後1か月以内に死去している。シャルロットはその後、ナポリ王フェルディナンド1世の庶子アルフォンソ・ダラゴーナを養子に迎えた。アルフォンソはジャック2世の庶出の娘と結婚していた。しかし1485年2月、シャルロットは年額4300フローリンの年金を受給する権利と引き換えに、夫ルイの甥であり、叔母アンヌ・ド・リュジニャンの長嫡孫でもあるサヴォイア公カルロ1世に、キプロスなど諸王国の名目的な王位請求権を譲渡した。
1487年、43歳の誕生日を迎えて間もなく死去し、遺骸はサン・ピエトロ大聖堂内聖アンドレ・聖グレゴリオ礼拝堂に安置された。葬儀の費用は教皇インノケンティウス8世により捻出された。

## 引用
1. 1 2 3 4 5 6  Women of History – C [要文献特定詳細情報]
2. ↑  Mas Latrie, Histoire de l'île de Chypre sous le règne des princes de la maison de Lusignan. Paris, 1855, v. III, p. 152
3. ↑  K. Sathas, Mesaeonike Bibliotheke, v. 2, p. 99]:"sermone blando, et Craecorum more torrenti simili".